# Baños de Rioja
Baños de Rioja – gmina w Hiszpanii, w prowincji La Rioja, w La Rioja, o powierzchni 9,23 km². W 2011 roku gmina liczyła 96 mieszkańców.